# Roksana Iwanicka-Nowicka
Roksana Małgorzata Iwanicka-Nowicka – polska biochemik, dr hab. nauk biologicznych, adiunkt w Instytucie Biologii Eksperymentalnej i Biotechnologii Roślin Wydziału Biologii Uniwersytetu Warszawskiego.

## Życiorys
W 1997 r. obroniła pracę doktorską pt. „Nowy gen u Escherichia coli-cbl”, której promotorem była prof. Maria Hulanicka-Dziechcińska, w 2019 r. habilitowała się na podstawie pracy zatytułowanej „Charakterystyka molekularna i funkcjonalna głównych regulatorów transkrypcji prokariotycznych genów metabolizmu siarkowego CysB i SsuR”. Jest pracownikiem naukowym w Instytucie Biologii Eksperymentalnej i Biotechnologii Roślin na Wydziale Biologii Uniwersytetu Warszawskiego oraz w Instytucie Biochemii i Biofizyki PAN.